# 今市村 (大分県)
今市村（いまいちむら）は、大分県大分郡にあった村。現在の大分市の一部にあたる。

## 地理
大分川支流七瀬川上流と同支流・芹川との間の台地に位置していた。

## 歴史
- 1889年（明治22年）4月1日、町村制の施行により、大野郡今市村、荷尾杵村、高原村が合併して村制施行し、今市村が発足[1][2]。旧村名を継承した今市、荷尾杵、高原の3大字を編成[2]。
- 1950年（昭和25年）1月1日、所属郡が大分郡に変更[1][2]。
- 1955年（昭和30年）3月31日、大分郡野津原村と合併し野津原村が存続して廃止された[1][2]。

## 産業
- 農業[2]